# Ġużè Damato
Ġużè Damato (Sfax, 13 dicembre 1886 – Attard, 25 maggio 1963) è stato un architetto maltese, che ha progettato numerose chiese e altri edifici ecclesiastici del XX secolo.
Fu un pioniere dell'uso del cemento armato a Malta e le sue opere più importanti sono la Chiesa di Cristo Re a Paola, la Chiesa di San Giovanni Battista a Xeuchia e la Chiesa di Nostra Signora del Carmelo a La Valletta.

## Biografia
Damato nacque il 13 dicembre 1886 a Sfax, nella Tunisia francese, da emigranti maltesi. In giovane età si occupò della costruzione di barche nell'azienda di famiglia, e a 19 anni si trasferì a Malta dove avviò un'attività in proprio.
In seguito Damato studiò architettura navale a Torre Annunziata e, pur non essendo formalmente qualificato come architetto, sviluppò una passione per la progettazione di edifici religiosi. Non possedendo le qualifiche necessarie, non si faceva pagare per la progettazione degli edifici e aveva bisogno che i suoi progetti fossero firmati da altri architetti. Nei suoi progetti, Damato utilizzò il cemento armato, materiale con il quale aveva acquisito familiarità durante i suoi studi in Italia.
Si interessò anche alla politica e si candidò, senza successo, alle elezioni parlamentari del 1921 e in seguito divenne presidente del circolo del Partito Nazionalista di Paola.
D'Amato morì il 25 maggio 1963 all'età di 76 anni.

## Lavori

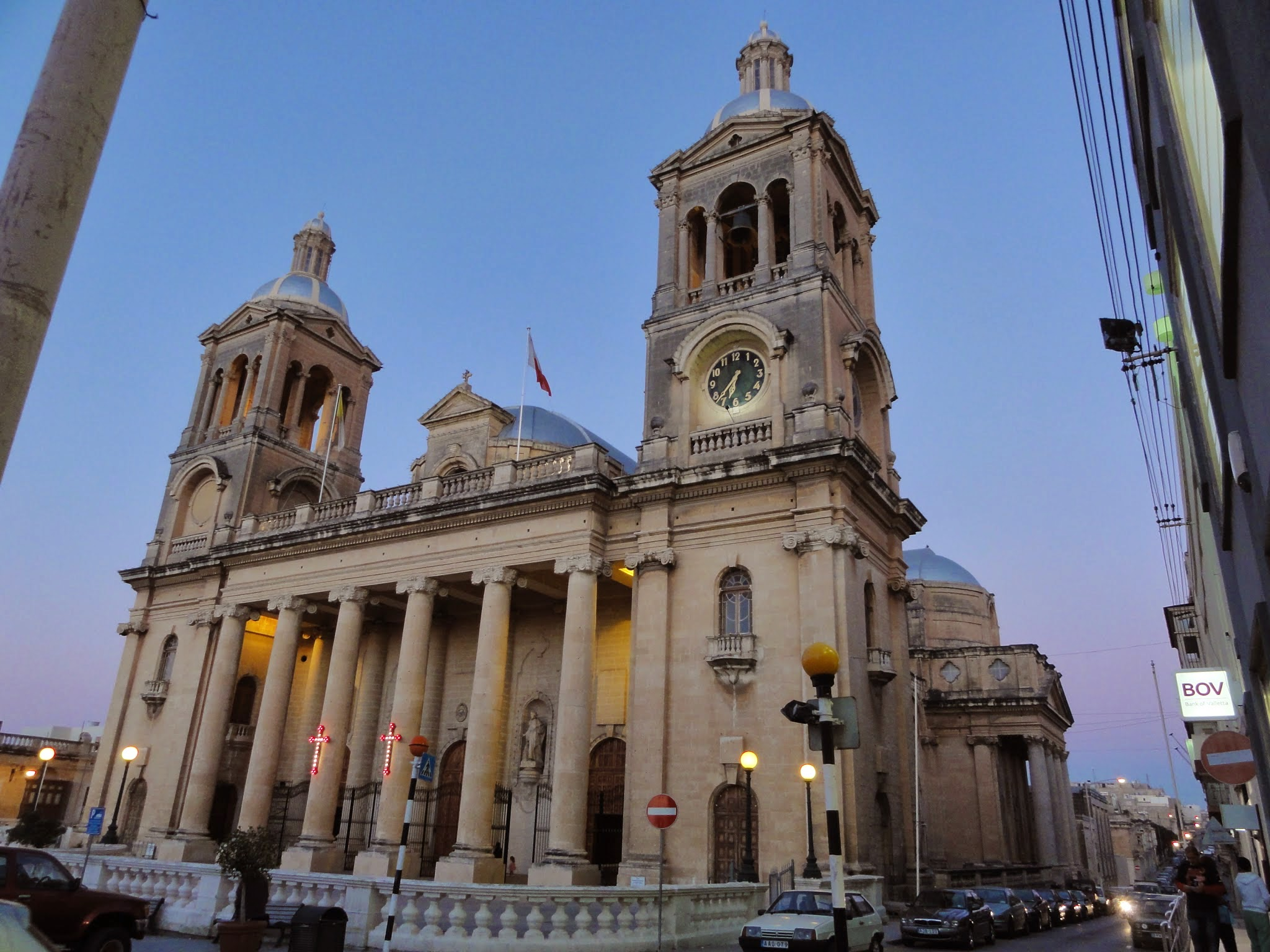
Chiesa di Cristo Re a Paola

Damato progettò diversi edifici nel corso della sua carriera, ed è soprattutto conosciuto per la Chiesa di Cristo Re a Paola, la Chiesa di San Giovanni Battista a Xeuchia e la chiesa carmelitana a La Valletta.

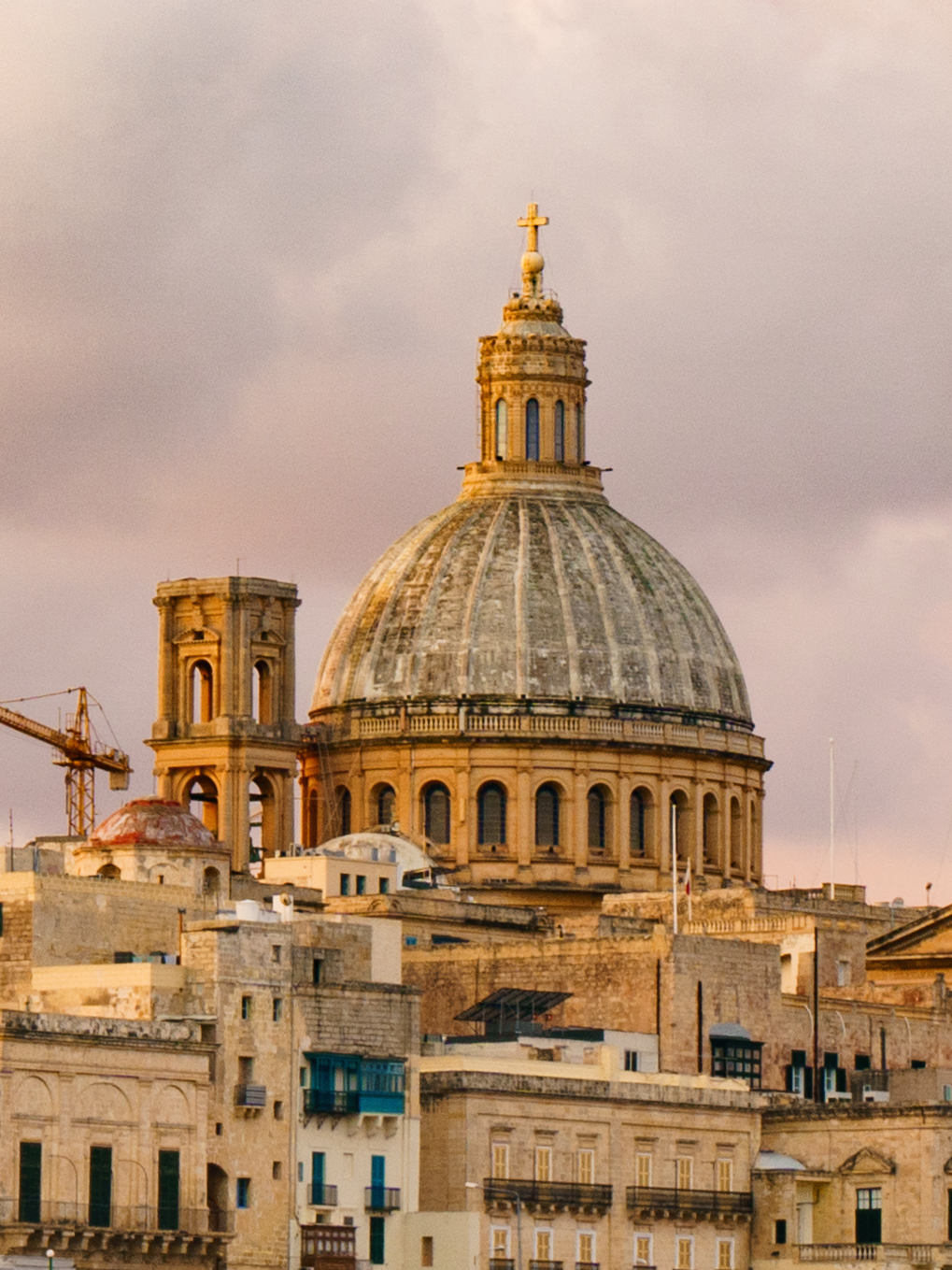
Cupola della chiesa carmelitana a La Valletta

La chiesa di Paola, da lui progettata nel 1922, fu la sua prima grande opera e fu un primo esempio dell'utilizzo del cemento armato a Malta. La sua opera più nota è però la Rotonda di Xeuchia, modellata sulla chiesa di Santa Maria della Salute a Venezia e costruita tra il 1952 e il 1973. Altra opera notevole è anche la Chiesa della Nostra Signora del Carmelo, costruita tra il 1958 e il 1981, che domina con la sua iconica cupola lo skyline de La Valletta.
Damato progettò diverse altre chiese come la chiesa di San Francesco d'Assisi e dell'Immacolata Concezione a Ħamrun, la chiesa carmelitana a Fleur-de-Lys, la chiesa di Sant'Antonio a Paola. Ha anche ampliato diverse chiese, tra cui la chiesa di Gesù di Nazareth a Sliema e la chiesa dell'Assunzione a Dingli ed è stato anche coinvolto in modifiche a diverse altre chiese e conventi.
Damato ha anche progettato l'ospedale St Catherine ad Attard, l'Istituto St Joseph a Għajnsielem, oltre ad alcune scuole e college a Cottonera, Birkirkara, Tarxien e Qormi. Ha anche progettato la sede del MUSEUM a Blata l-Bajda e le case del MUSEUM a Tarxien, Mqabba e Qormi.